# Chemnitz-Adelsberg
Adelsberg ist ein Stadtteil im Südosten von Chemnitz. Er wird vom Norden aus im Uhrzeigersinn vom Zeisigwald in Hilbersdorf, von Euba, Kleinolbersdorf-Altenhain, Einsiedel, Erfenschlag, Reichenhain und Gablenz begrenzt.

## Geographie
Adelsberg liegt wie die meisten Regionen um Chemnitz in einer Landschaft, die von Hügeln geprägt ist, die hier Höhen über 500 Meter erreichen. Die höchste Erhebung ist mit 508 Metern der im Osten des Stadtteils gelegene namensgebende Adelsberg, der ein beliebtes Ausflugsziel ist. Den Stadtteil durchfließen der Niederhermersdorfer Bach, Oberhermersdorfer Bach, Breitenlehnbach, Adelsberggraben und Gablenzbach. Teiche befanden sich unter anderem am Schösserholz („Schwarzer Teich“), am Breitenlehn (allein im unteren Teil zwei alte Mühlteiche) und am Flächennaturdenkmal „Drei Eichen“ (drei Fischzuchtteiche). Die meisten dieser Teiche sind mittlerweile verlandet oder wurden verfüllt. Adelsberg liegt an und auf der Erzgebirgsnordrandstufe, der Grenze zwischen den Naturräumen Unteres Mittelerzgebirge und Erzgebirgsbecken.

## Geschichte
Adelsberg wurde 1934 durch den Zusammenschluss der beiden Dörfer Ober- und Niederhermersdorf gebildet. Niederhermersdorf war mit 322 ha wesentlich kleiner als Oberhermersdorf mit 801 ha. Daneben gab es noch Breitenlehn, einen Ortsteil von Oberhermersdorf.
Die beiden Orte entstanden um 1300 als fränkische Ansiedlungen: „Oberhermsdorff“ wurde 1290, „(Nieder-)Hermanstorf“ (Dorf eines Hermann) 1331 erstmals urkundlich erwähnt. Eine weitere Nennung ist für 1518 („Niderhermersdorff“) nachweisbar. Beide Orte kamen mit der Auflösung des Chemnitzer Benediktinerklosters (1548) an das Amt Chemnitz. Die erste urkundliche Erwähnung des Adelsbergs ist in einem Schreiben aus dem Jahr 1474 belegt, in dem zwei Bergleute den Kurfürsten von Sachsen um eine Schürferlaubnis bitten.
Noch heute sind einige Stolleneingänge mittelalterlichen Bergbaus im Ort Adelsberg zu erahnen, beispielsweise unweit der Adelsbergstraße nahe einem Gasthof.
Bei angloamerikanischen Luftangriffen auf Chemnitz in der Nacht vom 14. zum 15. Februar, am 2. März und in der Nacht vom 5. zum 6. März 1945 starben insgesamt 53 Menschen in Adelsberg: 27 Frauen, 10 Männer und 15 Kinder. Das neugestaltete Gemeinschaftsgrab auf dem Friedhof mit Hochkreuz, Gedenkstein und Namenstafeln wurde 2005 eingeweiht
Am 1. Juli 1950 wurde Adelsberg nach Chemnitz eingemeindet.
Der Grund der Schließung des Aussichtsturmes Adelsbergturm 1968, war hauptsächlich der Bau von Abschussrampen für Mittelstreckenraketen auf dem benachbarten Waldgelände, verbunden mit dem verbotenen Einblick dahin. Glücklicherweise kam das Vorhaben nicht zur Vollendung. In den 70er Jahren war das Gebiet um den Adelsberg auch ein Ferienheim der Werkzeugmaschinenfabrik Berlin-Marzahn.
Der dörfliche Charakter des Stadtteils hat sich erhalten. Eine Industrialisierung setzte sich so gut wie nicht durch.

## Wohnkultur

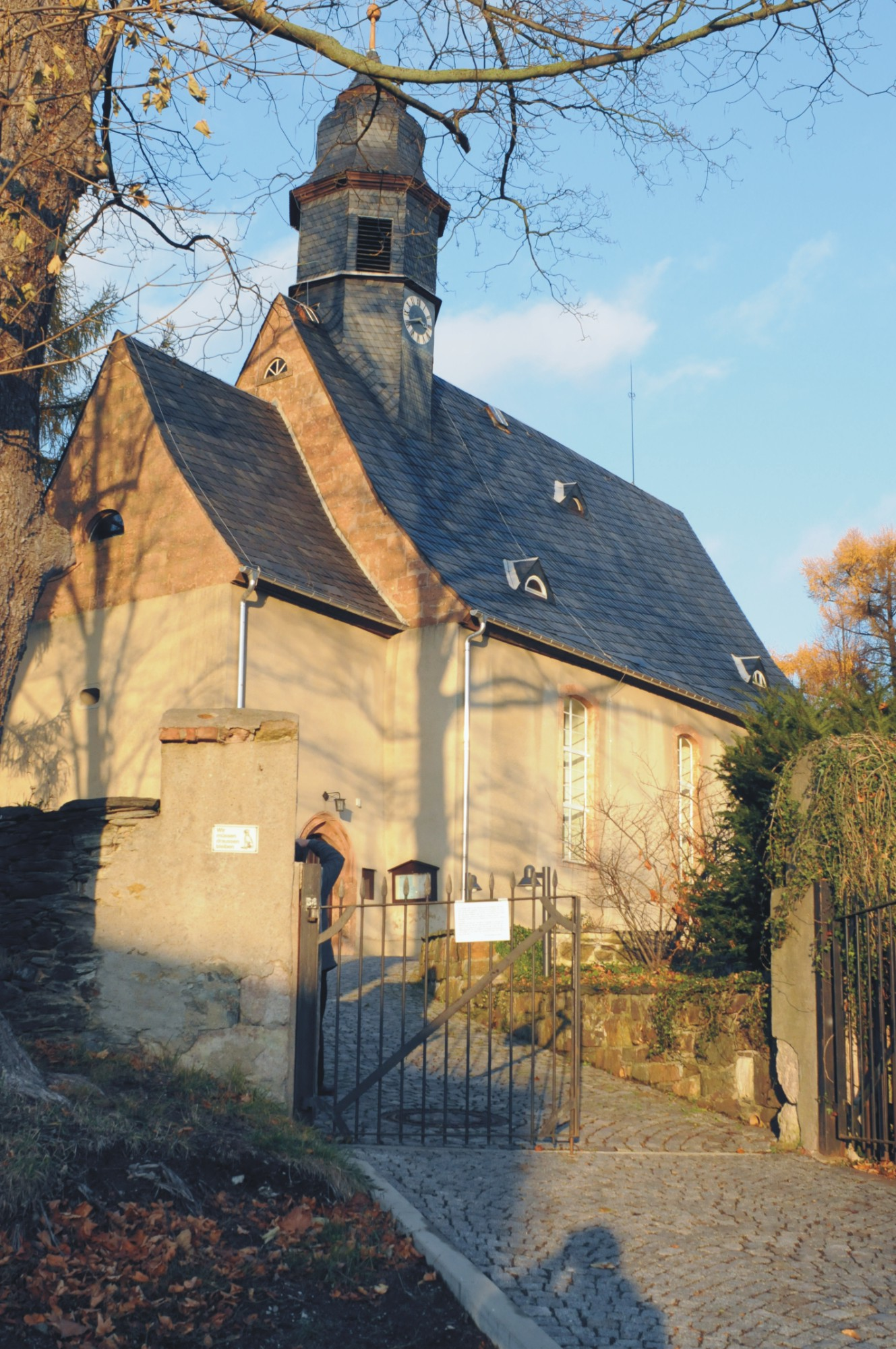
Evangelisch-lutherische Kirche in Adelsberg

Charakteristisch für Adelsberg sind die zahlreich und in der Mehrzahl auftretenden Eigenheimsiedlungen. Adelsberg hat trotz der Nähe zur Chemnitzer Innenstadt und den Neubaugebieten in Gablenz seinen ländlichen Charakter erhalten. Es zeichnet sich durch eine ruhige Verkehrslage und direkte Anbindung an die vierspurig ausgebauten Schnellstraßen Südring und B 174 aus. Selten sind noch kleinere Straßen und Gassen mit Schotter befestigt. Für neue Wohngebiete werden Wiesen und Äcker erschlossen, so dass die Bevölkerung weiter zunimmt (Stand 31. August 2020: 6605).

### Freizeit und Erholung
Ein bekanntes Ausflugsziel im Stadtteil Adelsberg ist im Winter der „Katzenbuckl“. Er ist den Anwohnern besser als „Hasenhügel“ oder „Sauberg“ bekannt und gilt auch bei Anwohnern der umliegenden Stadtteile als beliebter Rodel- und Skifahrberg. Neben dem Einkaufszentrum „Adelsberger Zeile“, nahe der B174, befindet sich eine moderne und bekannte Bowlingbahn.

### Bildung
In der Adelsberger Grundschule an der Adelsbergstraße werden Schüler der ersten bis vierten Klasse unterrichtet. Die Realschule Johann-Gottfried-Herder-Schule an der Kleinolbersdorfer Straße ist seit 2002 geschlossen.

### Religion
Ansässig war die Evangelisch-Lutherische Kirchgemeinde Adelsberg. Ihre Kirche ist im Kirchwinkel, einer Nebenstraße in der Ortsmitte, wo sie in den Resten eines 1596 beinahe völlig abgebrannten früheren Kirchgebäudes errichtet wurde.
1545 wurden Oberhermersdorf (jetzt Adelsberg) und Reichenhain zu Schwesternkirchen verbunden. Wohnsitz der gemeinsamen Pfarrer war in den folgenden 344 Jahren in Reichenhain, bis diese Bindung mit der kirchlichen Eigenständigkeit von Oberhermersdorf am 1. Oktober 1889 – vorübergehend – endete. Im Jahre 2020 schlossen sich nämlich die Kirchgemeinde und die bereits seit 1999 mit ihr verbundene Gemeinde von Kleinolbersdorf-Altenhain mit denen von Euba und Reichenhain zur Evangelisch-Lutherischen Christuskirchgemeinde Chemnitz zusammen.

### Sport
Im Sportgemeinschaft Adelsberg e. V. mit knapp 1500 Mitgliedern gibt es eine Fußballabteilung, die den großen und den kleinen Fußballplatz an der Cervantesstraße nutzt, sowie Basketball-, Volleyball-, Wintersport- und Unihockeyabteilungen. Zusätzlich bietet er Leichtathletik, Tischtennis, Gymnastik, Triathlon sowie Schach an. Besonderheiten des SG Adelsberg sind die Kindersportschule-Chemnitz (KiSS), die am 1. Juni 2005 als erste KiSS im Beitrittsgebiet zur Bundesrepublik von Frau Katrin Adler gegründet wurde, sowie die jährlichen Wettbewerbe „Adelsberger Bike Marathon“ und der „Adelsberglauf“.

## Verkehr

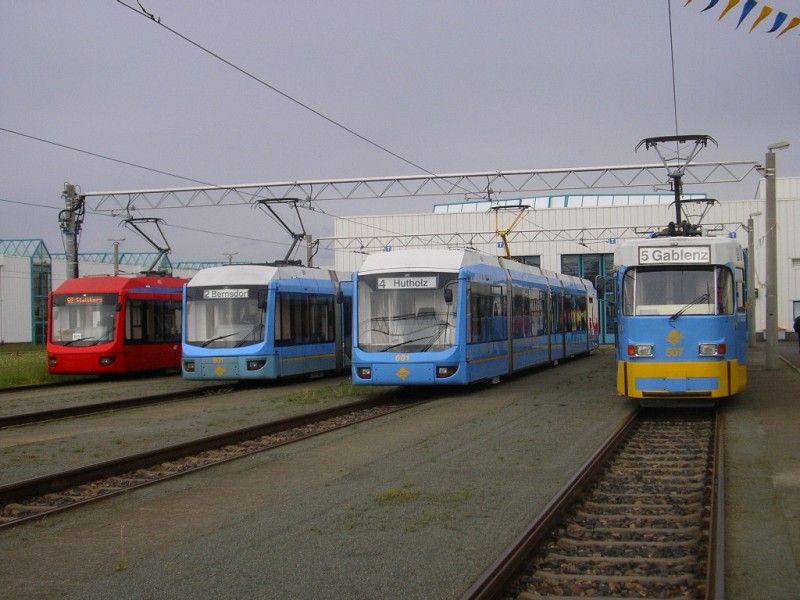
Der Straßenbahnbetriebshof der CVAG am Südverbund

Durch den Westen des Stadtteils führt der im Jahr 2006 eröffnete Teilabschnitt des Südrings (innerstädtische Schnellstraße). Er kreuzt hier die Anschlussstelle Carl-von-Ossietzky-Straße / Cervantesstraße sowie die Adelsbergstraße und mündet dann in die Augustusburger Straße. Aus der Innenstadt erreicht man Adelsberg auch über die B 174 (Zschopauer Straße), die seit 2013 ab Adelsberg bis Zschopau autobahnähnlich ausgebaut ist und auf der man schnell Tschechien erreicht.
Adelsberg ist mit den Stadtverkehrs-Buslinien 33, 43 und im Nachtverkehr mit der Linie N13 der CVAG sowie über die Regional-Buslinien 206 und 207 der RVE erschlossen. Im äußersten Nordwesten des Stadtteils befindet sich zudem der Straßenbahnbetriebshof der CVAG und eine Haltestelle der Nahverkehrs-Buslinien 43, 62 und 89, die von der Carl-von-Ossietzky-Straße und für Fußgänger auch von der Cervantes- und der Adelsbergstraße aus erreichbar ist.

## Persönlichkeiten
- Ernst Castan (1871–1948), Politiker und Sächsischer Landtagsabgeordneter
- Horst Fischer (1930–1986), Jazz-Trompeter, nach ihm wurde im April 2010 eine neue Siedlungsstraße benannt
- Arthur Geiss (1903–1982), Motorradrenn- und -weltrekordfahrer vor allem für DKW, wohnte von 1935 bis zur Flucht nach sowjetischer Besetzung in den Westen mit anderen DKW-Werksfahrern im einst auch deshalb so bekannten „Rennfahrerdörfchen“[9]
- Otto A. Jäger (1900–1993), Arzt, humanitärer Aktivist und Maler; wohnte Am Schösserholz 69
- Walter Klippel, Widerstandskämpfer, am 27. März 1945 von der Gestapo ermordet, nach ihm ist eine Straße benannt
- Hans Lauter (1914–2012), SED-Funktionär und Hochschullehrer für Marxismus-Leninismus
- Barbara von Renthe-Fink (1901–1983), Ärztin und Gesundheitspolitikerin, wohnte Am Schösserholz 69
- Heiko Schinkitz (* 1956), Leichtathlet und Kommunalpolitiker